# Коммуникационная сеть
Телекоммуникационная сеть — система физических каналов связи и коммутационного оборудования, реализующая тот или иной низкоуровневый протокол передачи данных. Существуют проводные, беспроводные (использующие радиоволны) и волоконно-оптические каналы связи. По типу переносимого сигнала выделяют цифровые и аналоговые сети. Назначением коммуникационных сетей является передача данных с минимальным количеством ошибок и искажений. На основе коммуникационной сети может строиться информационная сеть, к примеру на основе сетей Ethernet как правило строятся сети TCP/IP, которые в свою очередь образуют глобальную сеть Интернет. Примерами коммуникационных сетей являются:
- компьютерные сети,
- телефонные сети,
- сети сотовой связи,
- сети кабельного телевидения.

## Структура сети
В общем плане каждая телекоммуникационная сеть состоит из трёх частей, иногда называемых плоскостями, потому что их можно рассматривать как отдельные наложенные друг на друга сети:
- Управляющая плоскость — предназначена для обмена управляющей информацией, прежде всего — сигнализацией, необходимой для установления соединений, их разъединения и иногда для управления соединениями во время уже установленного сеанса связи;
- Плоскость данных, плоскость пользователя, или транковая плоскость — ведает передачей пользовательского трафика;
- Административная плоскость — осуществляет обмен трафиком техобслуживания сети связи.

Существуют различные сети нового поколения, например, сеть Matrix

## Сети передачи данных
Сети передачи данных широко используются во всем мире для связи между отдельными лицами и организациями. Сети передачи данных могут быть подключены, чтобы обеспечить пользователям беспрепятственный доступ к ресурсам, размещенным за пределами конкретного провайдера, к которому они подключены. Интернет является лучшим примером множества сетей передачи данных  из разных организаций, работающих в одном адресном пространстве. Также в контексте использования сетей передачи данных важным элементом является информационная безопасность. Сеть связи может быть подвержена вмешательству в её работу злоумышленников. Некоторые из них могут наблюдать и анализировать трафик, другие могут включать свои сообщения, чтобы затруднить правильный прием. Безопасность телекоммуникационных сетей обеспечивает доверительные отношения между заинтересованными предприятиями.
Терминалы, подключенные к IP – сетям, таким как интернет, адресуются с использованием IP-адресов. Протоколы Интернета (протокол Suite) обеспечивают управление и маршрутизацию сообщений через IP-сети передачи данных. Существует множество различных сетевых структур, через которые IP-адрес может быть использован для эффективной маршрутизации сообщений, например:
- Глобальная вычислительная сеть (ГВС)
- Городская вычислительная сеть (MAN)
- Локальная вычислительная сеть (ЛВС)
- Кампусная вычислительная сеть (CAN)
- Виртуальная частная сеть (VPN)